# Región Autónoma de la Costa Caribe Norte
La Región Autónoma de la Costa Caribe Norte (abreviada RACCN y antes conocida como Región Autónoma del Atlántico Norte, RAAN) es una región autónoma de Nicaragua. Su cabecera regional autónoma es Puerto Cabezas, es la segunda entidad subnacional más grande de Centroamérica por detrás del departamento de Petén en Guatemala, y la entidad más extensa en cuanto a territorio de Nicaragua. Los idiomas oficiales son: el Español (lengua nacional) junto con las lenguas regionales Kriol, Garífuna, Rama, Sumo y Misquito.

## Geografía
Posee una extensión territorial de 33,106 km² siendo la segunda entidad subnacional más grande en Centroamérica por territorio, después del departamento de Petén en Guatemala. En su costa se encuentran los Cayos Miskitos.
La Región Autónoma de la Costa Caribe Norte se ubica en territorio misquito, siendo Puerto Cabezas su cabecera departamental; vocablo de origen bawihka que significa ojo de serpiente.
Los misquitos eran tribus que habitaban el área de Matagalpa y que fueron obligados a emigrar hacia el Este cuando entraron en conflicto con los españoles.

## Historia
Hasta 1986 conformaba conjuntamente con la Región Autónoma de la Costa Caribe Sur y su antiguo departamento de Zelaya.

## Demografía
La región es la tercera más poblada de Nicaragua después de los departamentos de Managua y Matagalpa y tiene una población de 552 mil habitantes según las últimas estimaciones.
| Población histórica de la Región Autónoma de la Costa Caribe Norte | Población histórica de la Región Autónoma de la Costa Caribe Norte | Población histórica de la Región Autónoma de la Costa Caribe Norte |
| Año                                                                | Habitantes                                                         | Fuente                                                             |
| ------------------------------------------------------------------ | ------------------------------------------------------------------ | ------------------------------------------------------------------ |
| 1995                                                               | 192 716                                                            | Censo nicaragüense de 1995                                         |
| 2005                                                               | 314 130                                                            | Censo nicaragüense de 2005                                         |
| 2022                                                               | 552 022                                                            | Estimaciones del INIDE                                             |

Costa Caribe Norte tiene una población actual de 552,022 habitantes. De la población total, el 50.2% son hombres y el 49.8% son mujeres. Casi el 34.9% de la población vive en la zona urbana.
La población se distribuye de la siguiente forma: 72.3% misquito, 21.7% mestizo o blanco, 5.7% criollo o negro y el 0.3% mayagna.
Es la región donde más se habla el idioma misquito del país.

## División administrativa
La Región Autónoma de la Costa Caribe Norte está dividido administrativamente en ocho municipios:
| Municipio      | Superficie | Población  | Población       |
| Municipio      | Superficie | Censo 2005 | Estimación 2022 |
| -------------- | ---------- | ---------- | --------------- |
| Bonanza        | 1,898 km²  | 18,633     | 31,249          |
| Guaslala       | 1,905 km²  | 29,838     | 58,735          |
| Guaspán        | 9,342 km²  | 47,231     | 62,379          |
| Mulukukú       | 1,330 km²  | 49,339     | 76,306          |
| Prinzapolka    | 7,020 km²  | 16,105     | 45,230          |
| Puerto Cabezas | 5,985 km²  | 66,169     | 134,535         |
| Rosita         | 2,205 km²  | 22,723     | 38,629          |
| Siuna          | 3,422 km²  | 64,092     | 104,959         |

## Atractivos
Entre los sitios de interés recreativo encontramos las reservas naturales como Cayos Miskitos y la Reserva de Bosawás. En el municipio de Waspán desemboca el río Coco o Segovia con 774 km (el más largo de América Central) que atraviesa casi todo el norte de Nicaragua. La Costa Caribe Norte es apta para el ambientalismo de aventura y comunitario.